# Кадолово
Кадолово — деревня в Великолукском районе Псковской области России. Входит в состав сельского поселения «Пореченская волость».
Расположена в центре волости, на восточном побережье Кадоловского озера, в 47 км к югу от райцентра Великие Луки и в 10 км к юго-востоку от волостного центра Поречье.

## Население
Численность населения деревни по состоянию на 2000 год составляла 9 жителей, на 2010 год — 2 жителя.

## История
До 2005 года деревня входила в состав ныне упразднённой Урицкой волости.